# どうしても干支にはいりたい
どうしても干支にはいりたい（どうしてもえとにはいりたい）は、株式会社ポリアンナグラフィックスによって制作された同人誌、およびそれを原作としたアニメである。

## 登場キャラクター
※ 声はFlashアニメによる。
ネコ
本作の主人公。男の子。ネズミに手を引かれるままあっちに行ったりこっちに行ったり。ちょっとおとなしめの子。アメが大好き。本作のキャラクターでは唯一、人間の言葉を話すことができない。常に無表情で、質問をされると内容に関係なく基本的に頷くが、否定したり笑ったり怒ったりすることもある。ネズミ、トリ、ウサギ、サルからは「ネコ」、ウシ、ウマからは「ネコさん」、イヌ、イノシシ、タツからは「ネコクン」、ヒツジからは「ネコちゃん」と呼ばれる。気に入った相手に飛びつく習性がある。シャンプーが嫌い。本作では扱いが優遇されており、他の干支を困らせても問題視されることは少ない。動物選抜マラソン大会にも参加していたが、結果はビリであった。干支の試練の合格にしたあとはウシの提案でネズミと同じ「子の年」の干支になった。
作者が飼っていたアメリカンショートヘアのママンをモデルにしたキャラクターであり、関連商品等では「ママン」の呼称がしばしば用いられる。
干支を決めるマラソン大会ではサルに引率されながらも、虫を見つける方に夢中になっている。
ネズミ
声 - 釘宮理恵
大好きなネコをこっそり干支の仲間に入れようと企んでいる男の子。干支の中で一番エライので、ちょっといばっている。リーダー気質があって、仕事のあとはみんなにアメを配っている。他の干支や神様に対して高圧的な態度を取る。他の干支からは一貫して「ネズミさん」と呼ばれている一方、ネズミは他の干支を呼び捨てにしている。ネコのことを溺愛しており、ネコのためなら問答無用で他の干支をクビにしようとする他、暴力・暴言（陰口含む）・成り済まし・石による攻撃・試練の妨害・雷落とし・プリン強奪等も厭わない。その癖自分以外がネコに気に入られたり、ネコと仲良くしたりすることは許さない。さらに自分の思い通りに事が運ばないと寝転がって泣き喚くという極めて自己中心的な性格。ネコと同様に優遇された扱いであるため、言動を問題視されることは少ない。体が小さいことを理由に、動物選抜マラソン大会では神様の出したオープンカーで参戦している。『クライシスおじいさん』という絵本を大量所持している。
干支を決めるマラソン大会では体が小さいことを理由に神様が用意したオープンカーで参戦。
ウシ
声 - 大川透
男の子。干支のナンバー2的存在。ツッコミ性がありまじめな性格なので、ネコの干支入りにはあまり賛成していない。基本的に敬語で話す。他の干支の態度に呆れてはため息をついたり説教をしたりしている。ネコが試練に合格してからも最後までネコの干支入りには唯一反対していたが、「子の年」をネズミとネコ二人の年にすることを提案することで和解した。
マラソン大会では見かけから優勝候補に入っていた。
トリ
声 - 戸松遥
短気で怒りっぽい白色レグホン娘。男勝りな性格で、キレやすい。体力勝負ではネズミとも互角に戦うことができる。
イヌ
声 - 代永翼
トリの子分で、いつもこき使われているヘタレ系男子。トリには頭が上がらず、いつも彼女に振り回されている。どさくさに紛れて彼女に攻撃することもあり、しばしば怒らせては追いかけられている。
ヘビ
声 - チョー
男の子。のーてんきで少しオバカなヘビ。イノシシと仲良しで彼に巻き付いていることが多い。その一方で彼との友情を裏切ったり、飴を強奪したりすることもある。のんびりとした性格で語尾の「なんだな」が口癖。作中でタツと干支の仕事を交代して以降は、回想を除き出番がない。
イノシシ
声 - 増田ゆき
ちょっとオバカな男の子。みんなと仲良くしたい寂しがりや。自分の写真やぬいぐるみが宝物。算数の趣旨を理解していない。
タツ
声 - 新垣樽助
さわやかなお兄さん。それ以外は特に特徴がない普通系男子。見た目はタツノオトシゴだが、竜に変化することができる。しかし見かけ倒しで強くない。
ウマ
声 - 阪口大助
男の子。アニメファンでゲヘゲヘしたおちょうしもののオタク。声優のハルカちゃんが大好きで、声優イベントに参加したり、ブロマイドや抱き枕を持っていたりする。オタ芸を披露する描写が多い。
ヒツジ
声 - 志村由美
可愛くて優しい良識のある女の子。ウサギと仲良しだけど振り回されがち。優しくおっとりしたお嬢様タイプ。ネズミや神様からは「毛深い」「ブス」「あざとい」等散々な言われようである。
ウサギ
声 - 五十嵐裕美
自己中心的な性格でワガママな女の子。ヒツジと仲良し。外見はバニーガールそのものである。ネコに対しては嫉妬心を焼くが、最終的には気に入って連れ去ろうとした。縄跳びと牛乳の早飲みが得意。
トラ
声 - 小野大輔
みんなのたよれるお兄さん。見た目は厳ついがおっとりしていて、心優しい兄貴分。膝の上は座り心地がよく、ネズミでさえも癒される程である。
マラソン大会ではウシ同様、優勝候補に入っていた。
サル
声 - 阿澄佳奈
男。友達がいない。運動や一人遊びが趣味。威張り屋かついたずら好きな性格。いつもネコにおやつを取られている。携帯電話の電源を入れ忘れたため、ネコの干支の試練には唯一参加しなかった。本編ではピンク色のガラパゴスケータイを所持しているが、後の作品では青いスマートフォンを持っている。
神様
声 - 大塚芳忠
冗談好きで面倒くさがりな神様。腰を振りながら話す。普段は天界にいて姿は見えないが、地上に降りてくることもある。動物選抜マラソン大会の主催者。
タヌキ
声 - 水間友美（2期）
変身能力を持っているが見た目はそれほど変わらず、一番得意なのはウンコに化けること。スク水魔法少女に化けることもできる。
キツネ
声 - 中恵光城（2期）
変身能力を持っており、他の動物の邪魔をしてでもマラソン大会優勝を狙う。
サメ
声 - 中村太亮（2期）
マラソン大会では優勝候補に入っていたが、神様に意見したため出走前に失格になった。実はスク水魔法少女マジカちゃん親衛隊のオタク。
エリマキトカゲ
声 - 高田憂希（2期）
いつも笑っている。直進しかできないためマラソン大会では崖から落ちる。
コアラ
声 - 大塚明夫（2期）
ウマと共にスク水魔法少女マジカちゃん親衛隊のオタク。語尾は「なり」。
ブタ
声 - 木島隆一（2期）
ウマと共にスク水魔法少女マジカちゃん親衛隊のオタク。語尾は「ぞなもし」。

## 同人誌
| タイトル                    | 発売日          |
| --------------------------- | --------------- |
| どうしても干支にはいりたい  | 2012年 12月31日 |
| どうしても干支にはいりたい2 | 2013年 8月11日  |
| どうしても干支にはいりたい3 | 12月30日        |

## アニメ
1話約6分のショートFlashアニメとして製作され、チャンネルNECOにて2015年10月11日から2016年1月10日まで放送された（各回リピート、まとめ放送あり）。10月12日からはオンライン配信サービスGYAO!でも配信開始。全13話。
第2期『どうしても干支にはいりたい2』が2020年10月6日から12月29日までAT-Xで放送された。

### スタッフ
- 原作 - バケタンブログ
- 監督・脚本・演出 - 西田大介
- 企画 - 小畑秀一
- キャラクターデザイン - ハッム
- 音響監督 - 納谷僚介
- 音響制作 - スタジオマウス
- 音楽 - 菊地創
- 制作 - ポリアンナグラフィックス

### 主題歌
第1期
オープニング主題歌
「はじまりのおと」（#1-#10、#12ではエンディングとして使用）
作詞 - riya / 作編曲 - 菊地創 / 歌- eufonius
「はじまりのおと -Everyone always together-」（#13）
作詞 - riya / 作編曲 - 菊地創 / 歌- ネズミ（釘宮理恵）
エンディング主題歌「SMILE! SMILE! FINE!」（#1-#11、#13）
作詞 - riya / 作編曲 - 菊地創 / 歌- eufonius
第2期
オープニング主題歌「GIGGLING DAYS」（#2-）
作詞 - riya / 作編曲 - 菊地創 / 歌- eufonius
第1話は「はじまりのおと」
エンディング主題歌「リンク」
作詞 - riya / 作編曲 - 菊地創 / 歌- eufonius

### 各話リスト
| 話数  | サブタイトル                             | 放送日          |
| 第1期 | 第1期                                    | 第1期           |
| ----- | ---------------------------------------- | --------------- |
| #01   | 干支にはいりたいネコ                     | 2015年 10月11日 |
| #02   | おこりっぽいトリと子分のイヌ             | 10月18日        |
| #03   | おばかなヘビとさびしがり屋のイノシシ     | 10月25日        |
| #04   | ネコとのわかれ                           | 11月1日         |
| #05   | アニメとかがすごく好きなウマ             | 11月8日         |
| #06   | わがままウサギとあざといヒツジ           | 11月15日        |
| #07   | たよれるお兄さんトラ                     | 11月22日        |
| #08   | ネコとの楽しいおとまり会                 | 11月29日        |
| #09   | 気ままでてきとうな神様                   | 12月6日         |
| #10   | 干支の試練（前編）                       | 12月13日        |
| #11   | 干支の試練（後編）                       | 12月20日        |
| #12   | どうしても干支にはいりたいネコ           | 12月27日        |
| #13   | ぜんぜんともだちがいないサル             | 2016年 1月10日  |
| 第2期 |                                          |                 |
| #01   | どうぶつ選抜マラソン大会開催             | 2020年 10月6日  |
| #02   | 優勝候補のウシとトラ                     | 10月13日        |
| #03   | タツとヘビとイノシシは少しおバカ         | 10月20日        |
| #04   | アニメとか好きなウマとコアラとブタ       | 10月27日        |
| #05   | ネズミはいつでもマイペース               | 11月3日         |
| #06   | キレやすいトリと子分気質のイヌ           | 11月10日        |
| #07   | ヒツジとウサギのかけがえのない絆         | 11月17日        |
| #08   | お祭りの夜のひととき                     | 11月24日        |
| #09   | タヌキとキツネのラストスパート           | 12月1日         |
| #10   | ネズミはスーパーウルトラマイペース       | 12月8日         |
| #11   | ゴールしていくどうぶつたち               | 12月15日        |
| #12   | どうしても干支にはいりたいタヌキとキツネ | 12月22日        |
| #13   | ネコとネズミのはじまりの旅               | 12月29日        |

### 放送局
第1期
| 放送期間                       | 放送時間           | 放送局         | 対象地域・備考                                          |
| ------------------------------ | ------------------ | -------------- | ------------------------------------------------------- |
| 2015年10月11日 - 2016年1月10日 | 日曜 9:20 - 9:30   | チャンネルNECO | 日本全域 1月3日は放送休止                               |
| 2020年9月7日 - 9月28日         | 月曜 24:00 - 24:30 | AT-X           | 日本全域 リピート放送あり 3話連続放送（13話のみ10分枠） |

第2期
| 放送期間                 | 放送時間           | 放送局 | 対象地域・備考            |
| ------------------------ | ------------------ | ------ | ------------------------- |
| 2020年10月6日 - 12月29日 | 火曜 21:42 - 21:50 | AT-X   | 日本全域 リピート放送あり |

| 配信開始日    | 配信時間   | 配信サイト | 備考 |
| ------------- | ---------- | ---------- | ---- |
| 2020年10月6日 | 火曜 21:51 | AbemaTV    |      |